# Шоръёль (приток Большой Сойю)
Шоръёль — река в России, протекает по территории Вуктыльского округа в Республике Коми. Устье реки находится в 8 км по левому берегу реки Большая Сойю. Длина реки составляет 21 км.
Исток находится в 19 км к северо-западу от села Дутово и в 47 км к западу от города Вуктыл. Река течёт на юго-восток, всё течение проходит по ненаселённому, всхолмлённому, частично заболоченному лесному массиву.
Притоки — Бадьяель (правый). Согласно карте P40-5_6 в нижнем течении в Шоръёль впадает слева неоднозначный водоток Гыркасаёль. Согласно водному реестру и карте P40-3_4 Гыркасаёль является независимым притоком Большой Сойю.
Впадает в Большую Сойю в 3 км к северо-западу от села Дутово.

## Данные водного реестра
По данным государственного водного реестра России относится к Двинско-Печорскому бассейновому округу, водохозяйственный участок реки — Печора от водомерного поста у посёлка Шердино до впадения реки Уса, речной подбассейн реки — бассейны притоков Печоры до впадения Усы. Речной бассейн реки — Печора.
Код объекта в государственном водном реестре — 03050100212103000061012.